# 토머스 커티스 (배우)
토머스 커티스(Thomas Curtis, 1991년 4월 20일 ~ )는 미국의 배우이다.

## 출연 작품
- 패닉 (2000, Panic)
- 레드 드래곤 (2002)
- 스위트 알라바마 (2002) - 어린 제이크 역
- 헨젤과 그레텔 (2002, Hansel and Gretel) - 앤드루 역
- 노스 컨츄리 (2005) - 새미 에임스 역
- 첨스크러버 (2005, The Chumscrubber) - 찰리 브래틀리 역
- 택시 투 더 다크 사이드 (2007)
- Freeway Killer (2010) - 빌리 역